# Ryan Hansen
Ryan Hansen (San Diego, 5 luglio 1981) è un attore statunitense, meglio conosciuto per aver interpretato il ruolo di Dick Casablancas nella serie televisiva Veronica Mars.

## Biografia
Nato e cresciuto a San Diego (California), si è trasferito appena sposatosi a Los Angeles con sua moglie Amy Russel. Ha cominciato la sua carriera da attore interpretando ruoli in serie televisive come I Finnerty ("Grounded for Life"), Raven ("That's So Raven") e Las Vegas. Nel 2004, Ryan fece un'audizione per il ruolo di Duncan Kane in Veronica Mars ma la parte venne assegnata a Teddy Dunn. Gli fu comunque chiesto dall'ideatore della serie Rob Thomas di interpretare il ruolo di Dick Casablancas. Per questo ruolo ha in seguito più volte ricevuto l'ammirazione ed i complimenti dello stesso Rob Thomas. Ryan è inoltre coinvolto nell'associazione Invisible Children, che si occupa dei bambini dell'Uganda.

## Filmografia

### Cinema
- Superhero - Il più dotato fra i supereroi (Superhero Movie), regia di Craig Mazin (2008)
- House Broken - Una casa sottosopra (House Broken), regia di Sam Harper (2009)
- Venerdì 13 (Friday the 13th), regia di Marcus Nispel (2009)
- BoyBand, regia di Jon Artigo (2010)
- Hit and Run, regia di Dax Shepard e David Palmer (2012)
- G.I. Joe - La vendetta (G.I. Joe: Retaliation), regia di Jon M. Chu (2013)
- Veronica Mars - Il film (Veronica Mars), regia di Rob Thomas (2014)
- Jem e le Holograms (Jem and the Holograms), regia di Jon M. Chu (2015)
- Una spia e mezzo (Central Intelligence), regia di Rawson Marshall Thurber (2016)
- XOXO, regia di Christipher Louie (2016)
- Babbo bastardo 2 (Bad Santa 2), regia di Mark Waters (2016)
- CHiPs, regia di Dax Shepard (2017)
- Unicorn Store, regia di Brie Larson (2017)
- Dog Days, regia di Ken Marino (2018)
- Fantasy Island, regia di Jeff Wadlow (2020)
- Amiche in affari (Like a Boss), regia di Miguel Arteta (2020)
- Sembrava perfetto... e invece (Good on Paper), regia di Kimmy Gatewood (2021)

### Televisione
- Geena Davis Show (The Geena Davis Show) – serie TV, episodio 1x17 (2001)
- Ally McBeal – serie TV, episodio 4x23 (2001)
- Una bionda su due ruote (Motocrossed), regia di Steve Boyum – film TV (2001)
- Power Rangers Wild Force – serie TV, episodio 1x40 (2002)
- I Finnerty (Grounded for Life) – serie TV, episodio 3x05 (2003)
- Las Vegas – serie TV, episodi 1x20-1x21 (2004)
- Veronica Mars – serie TV, 55 episodi (2004-2019)
- Raven (That's So Raven) – serie TV, episodi 3x14 e 4x08 (2005-2006)
- In due per la vittoria (The Cutting Edge: Going for the Gold), regia di Sean McNamara – film TV (2006)
- Gossip Girl – serie TV, episodio 2x24 (2009)
- Amici di letto (Friends with Benefits) – serie TV, 13 episodi (2011)
- Childrens Hospital – serie TV, episodio 3x13 (2011)
- Happy Endings – serie TV, episodio 2x12 (2012)
- The Wedding Band – serie TV, episodi 1x03 e 1x07 (2012)
- Royal Pains – serie TV, episodio 4x07 (2012)
- The League – serie TV, 3 episodi (2012-2013)
- 2 Broke Girls – serie TV, 12 episodi (2012-2017)
- Parenthood – serie TV, episodio 4x12 (2013)
- House of Lies – serie TV, episodio 4x03 (2014)
- Bad Judge – serie TV, 13 episodi (2014-2015)
- IZombie – serie TV, episodio 1x05 (2015)
- Newsreaders – serie TV, episodio 2x09 (2015)
- Nonno all'improvviso (Grandfathered) – serie TV, episodio 1x13 (2016)
- Angie Tribeca – serie TV, episodio 1x10 (2016)
- Portlandia – serie TV, episodio 7x02 (2017)
- Santa Clarita Diet – serie TV, episodio 1x06 (2017)
- American Housewife – serie TV, episodio 2x09 (2017)
- The Mindy Project – serie TV, episodio 5x12 (2017)
- Teachers – serie TV, 4 episodi (2017-2018)
- Ryan Hansen Solves Crimes on Television – serie TV, 16 episodi (2017-2019)
- Me, Myself & I – serie TV, episodio 1x08 (2018)
- Fresh Off the Boat – serie TV, episodio 5x6 (2018)
- Un milione di piccole cose (A Million Little Things) – serie TV, 8 episodi (2020-2021)

## Doppiatori italiani
Nelle versioni in italiano dei suoi film, Ryan Hansen è stato doppiato da:
- Gabriele Trentalance in Veronica Mars, Veronica Mars - Il film
- Stefano Crescentini in Amici di Letto, Angie Tribeca
- Simone D'Andrea in Una spia e mezzo, Babbo bastardo 2
- Emiliano Coltorti in Superhero - Il più dotato fra i dupereroi
- Alessandro Quarta in Jem e le Holograms
- Edoardo Stoppacciaro in Parenthood
- Oreste Baldini in Venerdì 13
- Francesco Pezzulli in iZombie
- Christian Iansante in XOXO
- Marco Vivio in Fantasy Island